# 코르크

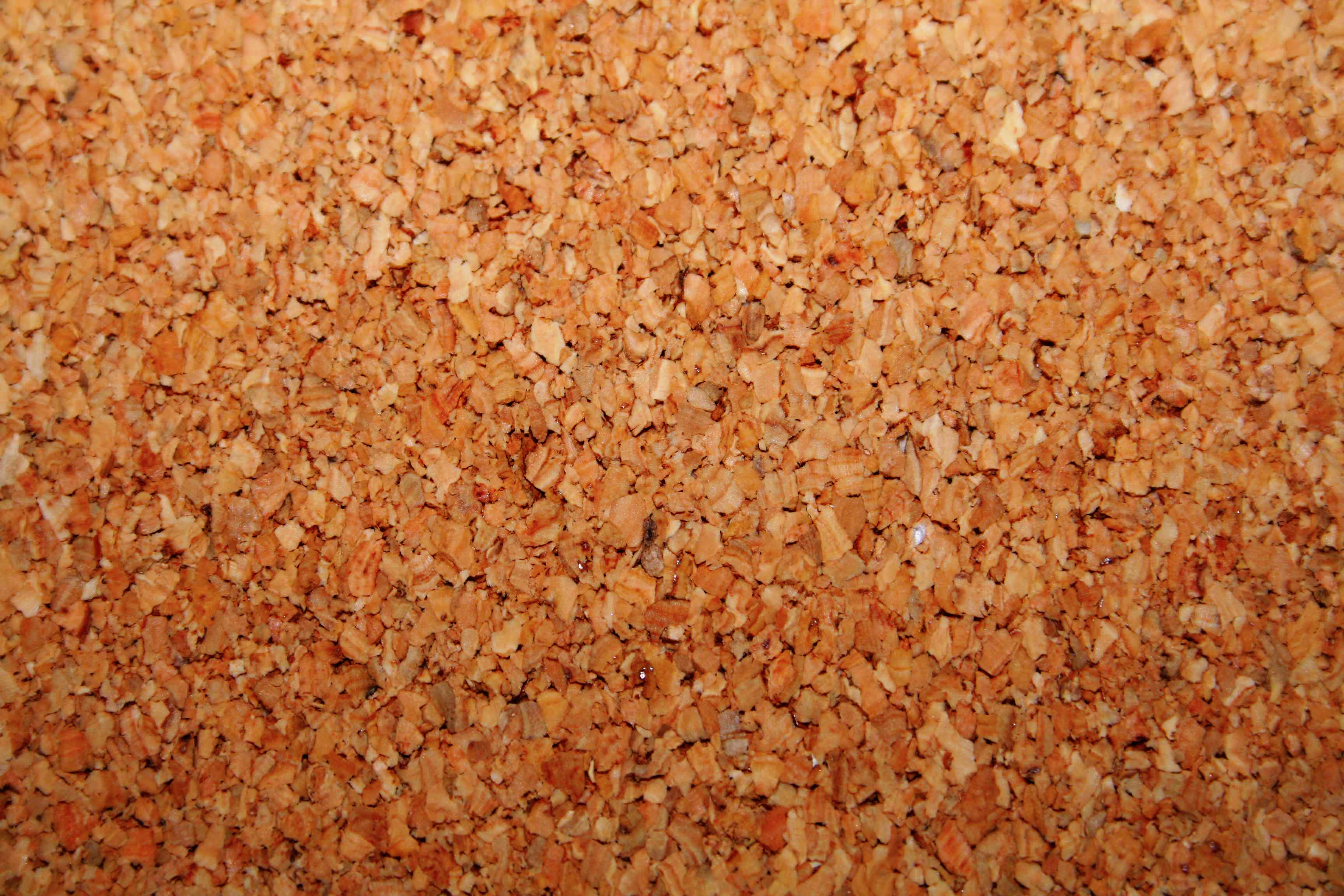
코르크 판의 모습.

코르크(영어: Cork)는 나무 외피와 내피 사이의 두꺼운 층을 일컫는다. 어느 나무나 코르크층(목전층)이 있는데, 좁은 뜻으로는 주로 코르크나무(Quercus suber)의 코르크를 대표적으로 말한다.
코르크는 불침투성이며, 물에 뜨는 재질로, 식물의 줄기나 뿌리 주변부에서 만들어지는 보호조직이다. 코르크형성층(목전형성층)의 분열에 의해서 생기기 때문에 세포 배열이 규칙적이다. 사람들은 남서유럽 및 북서아프리카 지역에서 기원한 코르크나무(Quercus suber)에서 코르크를 추출힌디. 코르크는 소수성의 목전질(Suberin) 성분으로 이루어져 가볍고 탄력이 있다. 단열, 방음, 탄력성 등의 성질을 가지고 있어 병마개나 실내 벽 등 다방면에 이용되며, 코르크 부스러기를 태워서 검은색 물감을 만들기도 한다.

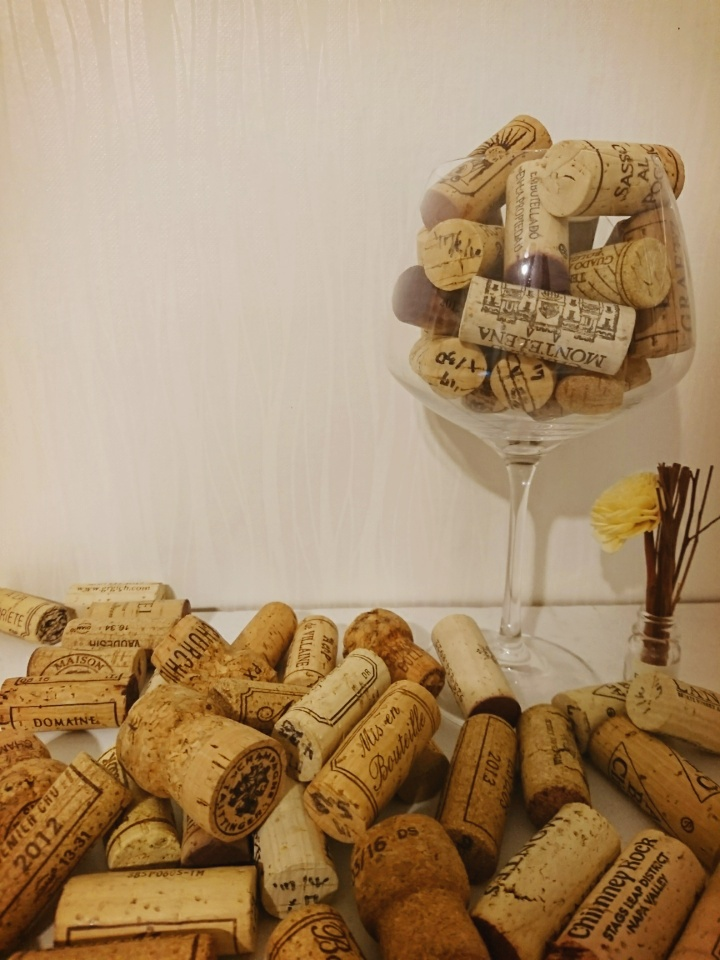
다양한 형태의 코르크

## 원산지

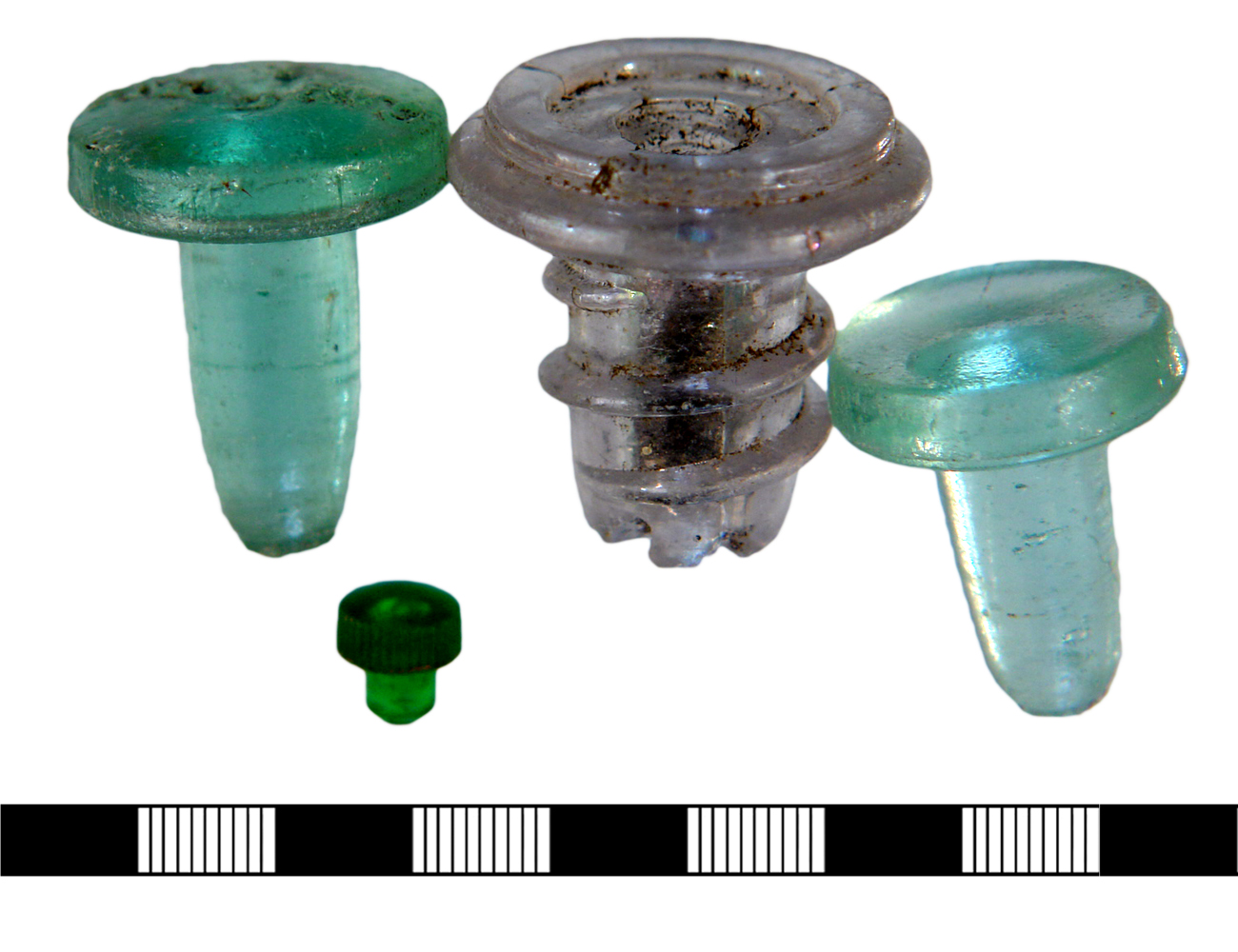
유리, 플라스틱 재질의 마개

전세계적으로 약 2,200,000 헥타르의 코르크나무 숲이 조성되어 있는데, 34%가 포르투갈에 그리고 27%가 스페인에 있다. 년간 코르크 생산량은 약 200,000톤으로 포르투갈에서 49.6%, 30.5%가 스페인, 5.8%가 모로코, 4.9%가 알제리아, 3.5%가 튀니지, 3.1%가 이탈리아, 그리고 2.6%가 프랑스에서 생산된다. 코르크 나무는 약 300년까지 살 수 있는데, 나무의 수령이 약 25살이 되면, 평균 9년에 한번씩 코르크가 줄기로부터 벗겨지게 된다. 일반적으로 최초 2번의 수확에서 나온 코르크는 품질이 좋지 않다.
코르크 제조업은 친환경적이고 지속가능한 사업으로 알려져 있는데, 이는 코르크 생산을 위해 나무를 자르지 않기 때문이다. 코르크 제작 시 단순히 벗겨져 떨어져 나온 나무 껍질을 이용할 뿐이기 때문에 나무는 지속적으로 자랄 수 있다. 뿐만 아니라 코르크는 재활용하기 쉬운 재질이라는 점도 친환경적측면이라 할 수 있다. 코르크나무 숲은 또한 사막화를 방지하며 멸종 위기종들이 살아갈 수 있는 터전의 역할도 수행한다.
프랑스의 Oeneo Bouchage, 그리고 포르투갈의 Cork Supply Group 을 대상으로 한 Corticeira Amorim이라는 학자의 연구 결과에 따르면, 코르크 마개는 다른 어떤 포도주 마개와 대비하여도 가장 친환경적이다. 그의 연구는 이후 ISO 14040를 기반으로, PricewaterhouseCoopers에 의해 발전되었다. 그 결과, 코르크 마개를 생산할 때와 대비하여 플라스틱은 10배, 알루미늄은 26배 더 많은 온실가스를 배출하였다.

## 수확

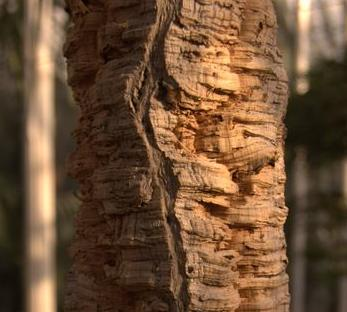
코르크 나무

코르크는 5월 초에서 8월 말 사이에 수확되는데, 이 시기에만 나무에 손상을 가하지 않고 코르크를 줄기로부터 분리할 수 있다. 나무가 약 25~30살이 되고 둘레가 약 60cm가 되면 최초로 코르크를 수확할 수 있다. 하지만 이 코르크의 품질은 매우 낮고, ‘virgin’ 코르크라고 불린다. 따라서 최초로 수확된 코르크는 바닥재나 신발바닥, 다른 산업제품 생산에 사용된다. 일반적으로 약 9년 주기로 코르크를 수확할 수 있으나, 용도에 따라 13년 주기로 수확할 수도 있다. 고품질의 코르크는 ‘gentle’ 코르크라고 불리며, 이 경우 포도주나 샴페인 병 마개로 제작될 수 있다.
코르크를 나무 기둥으로부터 분리하기 위해서는 특별한 기술이 필요하다. 작업자들은 아주 날카로운 도끼를 사용하여 두 가지 방법으로 나무를 쪼갠다. 한 번은 기둥 둘레를 따라 수평으로, (목걸이처럼) 그리고 수직으로 몇 차례 도끼질을 한다. 이것은 매우 섬세한 기술을 요하는데 코르크 자체가 단단하여 쪼개기 어려울 뿐 아니라, 분리 과정에서 코르크형성층 아래의 나무에 손상을 입히면 안되기 때문이다. 이 과정을 거쳐 분리된 코르크는 주로 사람이 직접 운반하는데, 이는 대부분의 코르크 나무 숲에 차량이 진입하기 힘들기 때문이다. 코르크는 인근 공장이나 공터에 보관되며 일정 시간 동안 건조된 이후 생산자에게 운반된다.

## 용도

### 포도주 마개로서의 코르크

전자 현미경으로 본 코르크 조직

탄성과 불침투성을 가지고 있기 때문에, 코르크는 포도주 마개로 제작되기에 적합하다. 생산된 코르크의 60%는 포도주 마개로 제작된다.
17세기 중반까지만 해도, 프랑스의 양조자들은 코르크 마개를 사용하지 않았으며, 대신 나무 조각을 끼운 후 기름에 적신 천을 병 목 부분에 끼워 넣어 보관했다.포도주 마개는 단일한 코르크 덩어리로도 만들 수 있고, 혹은 샴페인 마개처럼 여러 코르크 조각들의 합으로도 제작될 수 있는데 이런 코르크는 ‘agglomerated 코르크; 결합 코르크’ 라고 불린다.
포도주를 보관할 때는 코르크가 건조해지지 않게 눕혀두는 것이 좋은데, 코르크가 건조해지면 고유의 팽창력이 떨어져서 병목과의 간극이 발생할 수 있기 때문이다. 이 틈으로 공기 중의 산소가 병 속으로 침입할 경우 포도주가 산화될 수 있다.
전체 포도주의 약 80%는 천연 코르크 마개로 봉해져 있으며, 이 양은 연간 약 200억 병에 달했다. 하지만 최근에는 합성물질로 생산된 마개의 사용량이 늘어나면서, 코르크 마개 사용 비율은 약 60% 수준으로 하락했다. 세포벽과 같은 형태를 가지고 있기 때문에 코르크는 쉽게 병 목으로 주입될 수 있고, 향후 팽창하여 단단하게 입구를 봉할 수 있다. 병의 디자인에 따라서 목 부분의 직경이 미세하게 다르기 때문에, 코르크의 압축률과 팽창률을 적절히 계산하여 병 목을 단단히 봉할 수 있게 하는 것은 매우 중요하다. 그럼에도 불구하고 천연적으로 존재하는 미세한 금이나 내부의 구멍 때문에 코르크 자체가 일관성을 유지하기 힘들다. 2005년에 이루어진 연구에 따르면 45%의 코르크의 압력 테스트 과정에서 기체 누출 현상이 일어났다.

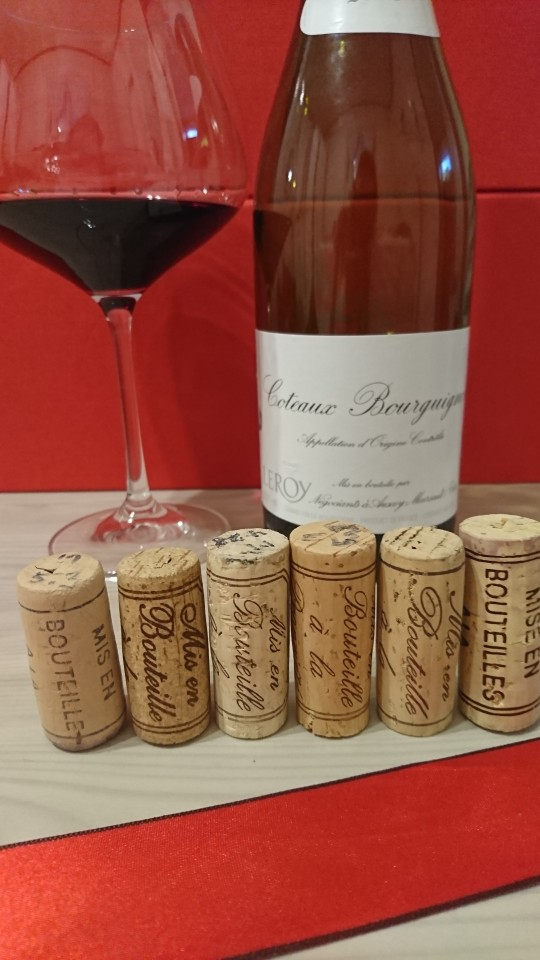
코르크마개에는 다양한 정보가 새겨질 수 있음
예) '도멘이 직접 병입함', Mis en Bouteille a la propriete

1972년 절반 이상의 호주 포도주가 잘못된 코르크 마개로 인해 변질되어 버렸다. 이 때 포르투갈과 스페인의 코르크 제조자가 의도적으로 나쁜 품질의 코르크를 비 EEC(European Economic Community) 국가들에 판매했다는 비난을 받았는데, 이것은 저렴한 포도주의 수출을 줄이기 위함이었다고 알려지고 있다. 저렴한 포도주 생산자들은 폴리프로필렌이나 알루미늄 재질의 마개를 개발하여 사용했다. 상대적으로 더 고가의 포도주 양조자들은 지속적으로 코르크 마개를 고집하는 경향을 보였으며, 대신 더 코르크의 품질에 관심을 가졌다. 하지만 동시에 일부 고가 포도주 양조자들은 알루미늄 마개를 사용하기도 했는데, 이는 몇 십 년간의 숙성 이후에도 품질이 유지될 확률이 코르크 마개에 비해 훨씬 높기 때문이다. 일부 소비자들은 스크류 마개의 포도주는 상대적으로 품질이 낮을 것이라는 인식을 가지고 있지만, 이는 사실이 아니다. 예를 들어 호주의 경우 스파클링 포도주를 제외한 대부분의 포도주들이 알루미늄 마개를 사용하고 있다.
이처럼 코르크 재질이 아닌 마개를 사용하는 것에는 장단점이 있다.
예를 들어 스크류 마개는 코르크 마개로 봉해질 경우 발생할 수 있는 화학물질인 트리클로아니졸(TCA)이라는 이취 물질이 발생하지 않는다. 이는 곰팡이가 염소 또는 페놀계 물질과 화학반응을 일으켜 발생하는 것으로 이 경우 축축한 곰팡이 향이 날 수 있으며, 이를 코르크화라고 한다. 하지만 스크류 마개를 사용할 경우 병으로 투과되는 산소의 양이 거의 0에 수렴하기 때문에 포도주의 질이 저하될 수 있다. 포도주 양조자들은 천연 코르크를 사용할 경우 적당한 양의 산소가 병에 투입되어 숙성되기에 적절한 상태가 되기 때문에 숙성용 포도주에는 코르크 마개가 더 적합하다고 주장한다. 완전히 순수한 천연 코르크를 사용하는 대신에, 리그닌을 제외한 수베린 성분만을 추출한 후 이것을 다른 물질과 혼합하여 TCA 성분이 발생하지 않는 마개로 제작할 수도 있다.

### 기타 용도
코르크의 미세한 구멍들과, 불에 강한 성질에 의해 집의 벽이나 바닥, 천장 등의 단열재로도 많이 사용된다. 친환경적이고, 알레르기를 일으키지 않으며 관리하기 쉽다는 점에서 최근에는 화학물질의 단열재보다 코르크판이 단열재로서 점차 많은 인기를 끌고 있다. 또한 코르크판은 벽에 걸 수 있는 게시판 등으로도 만들어질 수 있다.
또한 코르크는 밀도가 낮기 때문에 부표 등으로도 제작될 수 있고, 코르크 조각은 콘크리트와 혼합되어 사용되기도 한다. 이 경우 열전도성과 밀도가 낮아지고, 에너지 흡수성이 높아진다는 장점이 있다.
그 외의 용도에는 아래와 같은 것들이 있다.
- 신발 바닥 (대표적으로 Goodyear Welt Construction)
- 벽돌의 재료 (대표적으로 포루투갈 2000년 엑스포의 경기장)
- 우표 (2007년 11월, 포루투갈은 세계 최초로 코르크 재질의 우표를 발행)
- 야구공, 크리켓공, 배드민턴의 셔틀콕
- 모자, 헬멧, 클러치 등 패션 제품

## 같이 보기
- 크리켓공